# Cyber Stadium Series: Base Wars
A Cyber Stadium Series: Base Wars (gyakran Base Wars vagy BaseWars alakban rövidítve) futurisztikus baseball-videójáték, melyet a Konami fejlesztett és jelentetett meg az Ultra Games leányvállalata  alatt. A játék 1991. június 1-jén jelent meg Észak-Amerikában, kizárólag Nintendo Entertainment Systemre. A Base Wars a 24. században játszódik, ahol a baseballcsapat-tulajdonosok belefáradtak az égbeszökő játékosbérekbe, ezért az emberi játékosaikat robotokkal váltották ki.

## Játékmenet

### Általános játékmenet
Ugyan a játék megtartotta a baseball dobásból, ütésből, védekezésből és bázisfutásból adódó alapelemeit, azonban azokat verekedéssel egészítette ki. A játékban négy robotosztály kapott helyett, mindegyik egy-egy baseballposztra ideális; egy hagyományos android-kiborg, egy lánctalpas robot, egy repülő drón, illetve egy motorkerékpár. A játékosok a mérkőzések után kapott pénzből fejlettebb fegyverekkel feljavíthatják, illetve ki is javíthatják a robotjaikat.

### Verekedés
Ugyan a verekedés ritkán fordul elő a hagyományos baseballban, azonban a Base Warsban azok a játék szerves részét képezi. Mindegyik kétséges kimenetelű kiejtés vagy kikényszerítés verekedésbe torkollik. A futó és az azt megérintő robot harca oldalnézetből zajlik. A harc végeredménye befolyásolja, hogy a futó biztonságban van vagy kiesett. A védők teljes energiacsíkkal kezdik meg a mérkőzéseket, míg a bázisfutók energiáját közvetlenül a bázisok között megtett táv befolyásolja.
A robotok nem csak a verekedések vagy ledobások során veszíthetnek az energiapontjaikból, hanem „lézerkarddal” vagy a „lézerágyuval” történő támadásokkal is, habár ezekkel nem veszíthetik el az összes energiájukat. Abban az esetben amikor egy robot az összes energiapontját elveszítette, akkor felrobban és a csapata eggyel kevesebb taggal folytatja a mérkőzést. Ha egy csapat három robotot elveszt, akkor a mérkőzést is elbukja, így a játékosok kizárólag verekedéssel is nyerhetnek Base Wars-játékokat.

### Csapatok
A Base Warsban tizennégy csapat szerepel, ebből tizenkettő egy-egy várost képvisel, míg kettő személyre szabható „szerkesztett csapat”; az egyik „lézerágyukat”, míg a másik „lézerkardokat” használ. A játékosok mindkettő csapat összes posztjára négy robottípust oszthatnak be: kiborg, drón, motorkerékpár vagy lánctalpas.

## Fogadtatás
| Összegzőoldal | Értékelés |
| ------------- | --------- |
| GameRankings  | 60%       |

| Szerző               | Értékelés |
| -------------------- | --------- |
| EGM                  | 7,75/10   |
| Nintendo Power       | 3,275/4   |
| Entertainment Weekly | B-        |

Az Entertainment Weekly B- értékelést adott a játékra, legfőbb negatívumként kiemelve, hogy a játék túlságosan hasonlít a tipikus baseballjátékokhoz; nem használja ki a sci-fi témában rejlő potenciált. Az Electronic Gaming Monthly négy írója 7,75/10-es átlagpontszámra értékelte a játékot, pozitívan összehasonlítva azt a Cyberballal, valamint a többjátékos módját, a változatosságát és a csiszoltságát is mind kiemelték. 2014-ben a Game Informer „a szó legjobb értelmében rendkívül bizarr” játékot a második legfurcsább sportjátéknak nevezte. A Nintendo Power a négy 1–5-ig terjedő skáláján („grafika és hang", „irányítás”, „kihívás” és „téma és szórakoztatás”) 3,275-ös átlagpontszámot adott a játékra.

## Fordítás
- Ez a szócikk részben vagy egészben  a   Cyber Stadium Series—Base Wars című angol Wikipédia-szócikk ezen változatának fordításán alapul.  Az eredeti cikk szerkesztőit annak laptörténete sorolja fel. Ez a jelzés csupán a megfogalmazás eredetét és a szerzői jogokat jelzi, nem szolgál a cikkben szereplő információk forrásmegjelöléseként.